# Chlorophorus niehuisi
Chlorophorus niehuisi är en skalbaggsart som beskrevs av Karl Adlbauer 1992. Chlorophorus niehuisi ingår i släktet Chlorophorus och familjen långhorningar. Inga underarter finns listade i Catalogue of Life.